# Manuel I de Kibangu
Manuel Afonso Nzinga a Nlenke fue un gobernante de Kibangu y fue uno de los dos principales pretendientes de Kinlaza al trono del Reino de Congo durante su guerra civil, siendo el otro el Rey de Lemba . Gobernó el Reino de Kibangu desde 1685 hasta 1688.

## Contexto
Cuando Manuel Afonso ascendió al trono de Kibangu, hubo quienes se opusieron a su reclamación del Reino de Congo, y comenzó una lucha interna por el trono de Kibangu. Los líderes de los que se oponían al gobierno de Manuel Afonso eran dos hermanos de la casa Água Rosada, creado por un padre de Kinlaza y un padre de Kimpanzu . La facción de los hermanos finalmente tuvo éxito en 1688, y el mayor de los dos, Álvaro, accedió al trono de Kibangu.
| Predecesor: André I | Awenekongo de Kibangu 1685—1688 | Sucesor: Álvaro X |

| Predecesor: André I | Manikongo (Kibangu Claimant) 1685—1688 | Sucesor: Álvaro X |